# 요나단 (에브야타르의 아들)
요나단(Jonathan)은 히브리어 성경 사무엘하와 열왕기상에 등장하는 인물이다.
사무엘하 15장 27절에서 대제사장 에브야타르(아비아달)의 아들로 소개된다. 그는 또한 사독의 아들 아히마아스와 동무였으며, 압살롬의 반역 중에 그들은 함께 다윗을 위해 사자로 일했다(삼하 15:36). 사무엘하 17장에는 그들이 아바살롬의 부하들을 피해 바후림의 우물에 숨었던 사건이 묘사되어 있다.
열왕기상 1장에서 아도니야의 음모 중에 요나단은 다윗이 솔로몬을 왕으로 삼았다고 아도니야에게 말한다(왕상 1:43). 요나단은 다시 언급되지 않으며, 그의 아버지가 사독으로 대체되었기 때문에 대제사장이 되는 기회를 놓치게 된다.
키스 보드너(Keith Bodner)는 그를 "저평가된 (아직 흥미로운) 캐릭터"라고 부르며 "승계에 대한 더 큰 논의에 사용된다"고 언급한다.
사마리아 족보에 따르면 요나단은 사마리아의 9번째 대제사장이었다.